# Crocifissione e Giudizio finale
Il dittico della Crocifissione e Giudizio finale è un dipinto di Jan van Eyck databile agli anni 1430 e conservato nel Metropolitan Museum di New York. Si tratta di un olio su tavola trasportato su tela e ciascun pannello misura 56,5×19,7 cm.
L'opera è un tipico esempio della scuola fiamminga, con una linea dell'orizzonte molto alta e un brulicante insieme di figure trattate con estrema cura fin nei minimi dettagli. Non è chiaro se le due tavole facessero parte di un polittico smembrato oppure fossero unite insieme a formare un dittico.

## Il pannello della Crocefissione
A sinistra la Crocifissione è popolata da un grande numero di personaggi attorno al calvario, tra cui si vedono soldati e dignitari di corte ritratti con impassibile distacco, mentre in primo piano si consuma, per contrasto, il dramma delle Marie dolenti. Maria è inginocchiata ed è avvolta in un largo abito celeste che lascia scoperto soltanto il volto. Il senso di drammaticità è accentuato dalla posizione del ladro sulla destra raffigurato con il corpo piegato sulla croce, come nel tentativo estremo di liberarsi dalle corde, mentre il cielo plumbeo annuncia l'imminente morte del Cristo; la città che si vede sullo sfondo, con i suoi numerosi edifici che ricordano le costruzioni fiamminghe del tempo, rappresenta la Gerusalemme celeste. Il punto di vista rialzato aumenta il senso di profondità.

## Il pannello del Giudizio
Il Giudizio Universale è ancora più elaborato, costruito secondo un modello di derivazione medievale, con una disposizione su tre piani e con le figure di grandezza diversa a seconda del loro grado d'importanza. Il Cristo giudice al centro in alto, accerchiato dalla Vergine, da San Giovanni e dagli angeli coi simboli della Passione. Sotto di lui si dispiegano le tribune del Paradiso, con gli apostoli in primo piano (vestiti di bianco), i santi e i beati. Al centro si vede la terra dove, in un paesaggio marino, i morti risorgono dalle tombe e gli annegati tornano a galla. Al centro di questo livello troneggia l'Arcangelo Michele, che separa i giusti dai malvagi e sta in piedi sulle ali della Morte. Essa è un enorme scheletro a gambe e braccia divaricate, sotto il quale i dannati sprofondano nell'inferno, per venire perseguitati da diavoli mostruosi, in un inestricabile groviglio di caos e dolore.
La tavola contiene anche delle iscrizioni destinate alla corretta interpretazione delle immagini conferendo una funzione di erudizione all'opera che forse era destinata ad una persona istruita, in grado perciò di leggerla e di comprenderne il significato. Tra le citazioni del testo biblico si legge ad esempio Venite benedicti patris mei sulla veste rossa del Cristo.